# 尼泊尔共产党 (2013年)
尼泊尔共产党是尼泊尔的一个共产主义政党。该党成立于2013年4月，由尼泊尔共产党（统一）、尼泊尔共产党马列（社会主义者）、尼泊尔共产党（联合马克思主义）、尼泊尔马克思主义共产党、反叛马列和独立思想团体合并而成。该党的意识形态是共产主义、马克思列宁主义、毛泽东思想。该党的主席是瑞希·卡特尔。